# Mindergangelt
Mindergangelt ist ein Ortsteil der Gemeinde Gangelt im Kreis Heinsberg in Nordrhein-Westfalen.

## Geografie

### Lage
Mindergangelt liegt circa ein Kilometer südwestlich von Gangelt an der Landesstraße 227. In der Nähe des Ortes, am Rodebach, befindet sich das Naturschutzgebiet Rodebach-Gangelt/Mindergangelt.

### Gewässer
Bei Starkregen und bei Schneeschmelze fließt das Oberflächenwasser aus den Bereich Mindergangelt in den Rodebach (GEWKZ 281822) und dann weiter in die Maas. Der Rodebach hat eine Länge von 28,918 km bei einem Gesamteinzugsgebiet von 173,385 km².

### Nachbarorte
| Süsterseel     | Hastenrath                                  | Gangelt     |
| Jabeek (NL)    | Kompassrose, die auf Nachbargemeinden zeigt | Niederbusch |
| Etzenrade (NL) | Onderbanken (NL)                            | Hohenbusch  |

### Siedlungsform
Mindergangelt ist ein Weiler auf einer Terrasse am Rodebach.

## Geschichte

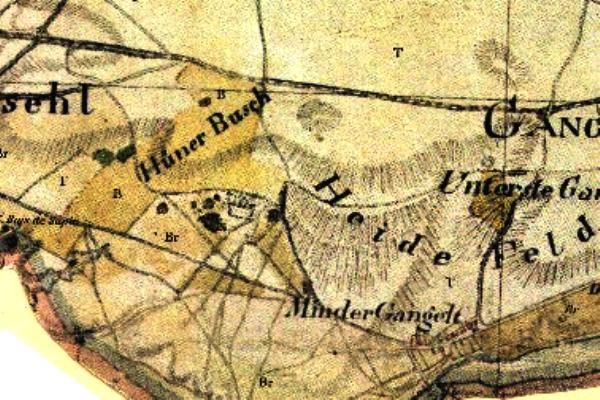
Mindergangelt auf der Tranchotkarte 1803–1820

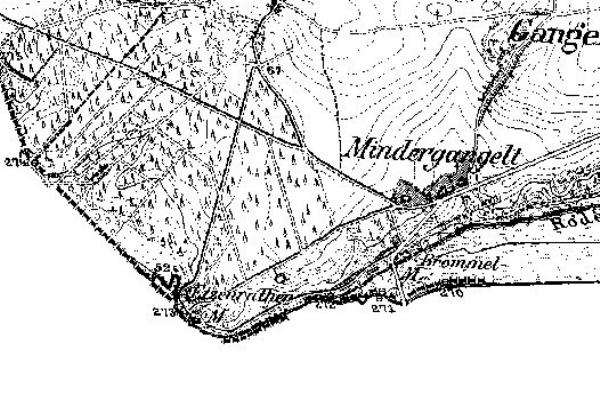
Mindergangelt auf der Neuaufnahme von 1912

### Ortsname
- 1303 minor Gangelt
- 1312 Menregangelt
- 1343 Minder Gandelt
- 1593 Mindergängelter
- 1820 Mindergangelt

### Ortsgeschichte
Mindergangelt gehörte früher zum Jülicher Amt Millen. Der Ort war 1343 dem Zinsbezirk Gangelt der Herrschaft Heinsberg zugeordnet, ebenso der Gerichtsbezirk und das Kirchspiel.
Mindergangelt hatte 1828 insgesamt 58 Einwohner, 1852 waren es 63 Einwohner. Mindergangelt bildete mit den Orten Gangelt, Hastenrath, Hohenbusch, Kievelberg, Kreuzrath, Niederbusch und Vinteln die Gemeinde Gangelt.
Ab 1948 gehörte Mindergangelt etwa 15 Jahre lang zu den Niederlanden. Die Staatsgrenze trennte in dieser Zeit Gangelt, das bei Deutschland verblieb, und Mindergangelt, das gemeinsam mit dem Selfkant dem niederländischen Drostambt Tudderen zugeschlagen wurde (siehe auch: Niederländische Annexionspläne nach dem Zweiten Weltkrieg). Erst im August 1963 gaben die Niederlande den Selfkant an Deutschland zurück. Als einziges Dorf dieses Gebiets kam Mindergangelt zur Gemeinde Gangelt, alle anderen vormals niederländischen Orte kamen zur neuen deutschen Gemeinde Selfkant. Mit dem Gesetz zur Neugliederung von Gemeinden des Selfkantkreises Geilenkirchen-Heinsberg vom 24. Juni 1969 konnte Mindergangelt zum 1. Juli 1969 in der Gemeinde Gangelt verbleiben.

### Kirchengeschichte
Die Pfarre St. Nikolaus Gangelt setzt sich aus den Orten und Ortsteilen Gangelt mit Claessen, Kreuzrath, Mindergangelt, Oberheide, Thyssen, Unterheide und Vinteln zusammen. Die Bevölkerung besteht zum größten Teil aus Katholiken.
1268 schenkte Theoderich II. von Heinsberg das Patronatsrecht der Kirche dem Heinsberger Prämonstratenserinnenkloster. 1343/44 wurde die Kirche Gangelt dem Heinsberger Kloster inkorporiert. Von da an waren meist Prämonstratenser hier Seelsorger bis zur Auflösung der Klöster im Jahre 1802. Danach gehörte die Pfarre zum Kanton Geilenkirchen im neuen Bistum Aachen, später zum Erzbistum Köln und 1925 wieder zum Bistum Aachen.
Im Zuge der Pfarrgemeindereformen im Bistum Aachen wurde die Pfarre St. Nikolaus Gangelt in die Weggemeinschaft der katholischen Pfarrgemeinden Gangelt eingegliedert.

### Schulwesen
- Volksschule Gangelt, 1925: 4 Klassen, 4 Stufen, 4 Lehrerstellen, 155 Kinder
- Volksschule Gangelt, 1965: 5 Klassen, 5 Lehrerstellen, 179 Kinder

## Politik
Gemäß § 3 (1) a) der Hauptsatzung der Gemeinde Gangelt bilden die Orte Gangelt, Mindergangelt und Vinteln einen Gemeindebezirk. Der wird durch einen Ortsvorsteher im Gemeinderat der Gemeinde Gangelt vertreten. Ortsvorsteher des Gemeindebezirks ist Gerhard Schütz. (Stand 2013)

## Infrastruktur

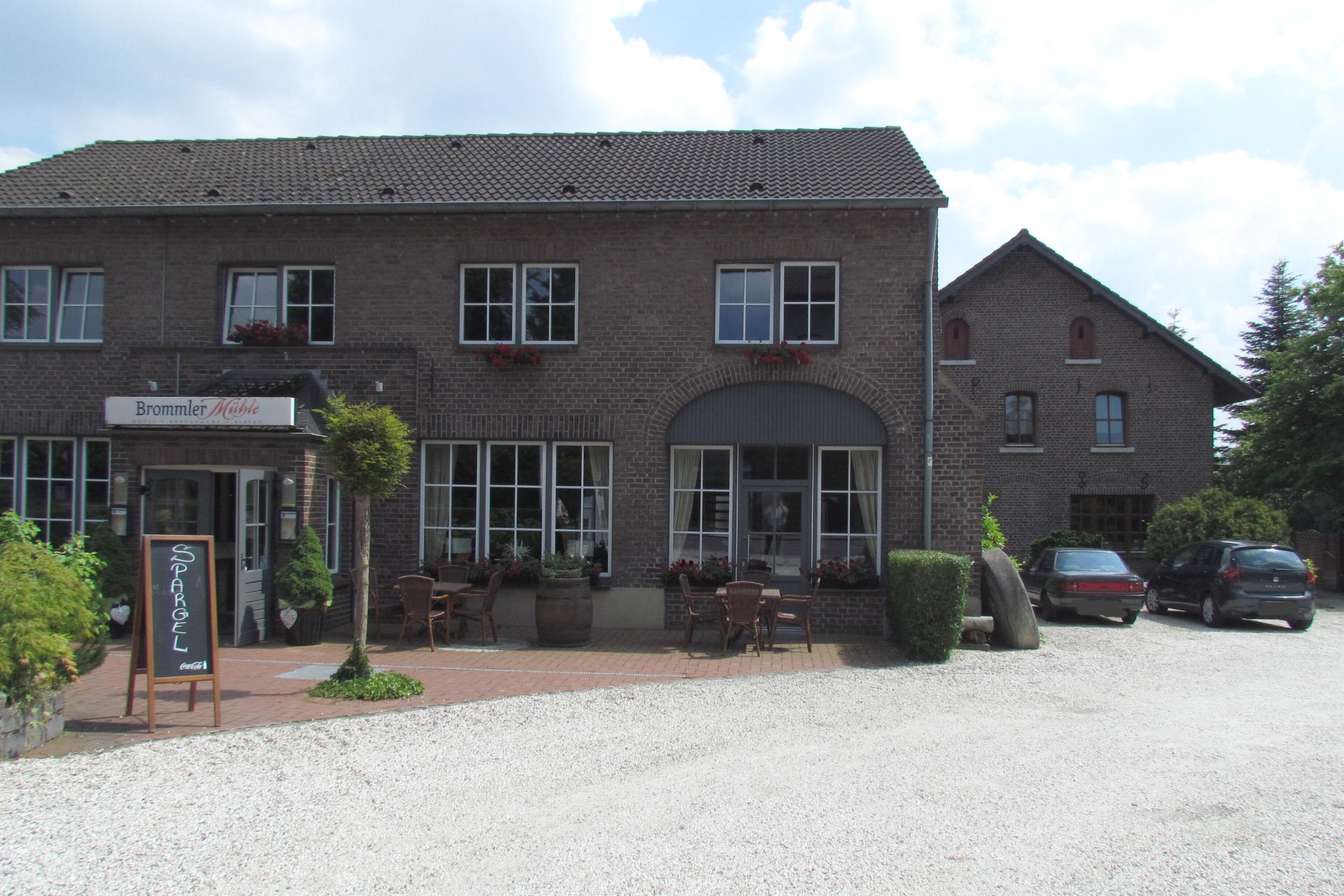
Hotel und Restaurant Brommler Mühle

- Es existieren mehrere landwirtschaftliche Betriebe mit Tierhaltung, ein Pferdehof, eine Gaststätte, ein Hotel mit Restaurant und mehrere Kleingewerbebetriebe.
- Für Gäste stehen die Brommler Mühle als Hotel und die Etzenrather Mühle als Restaurant zur Verfügung.
- Der Wildpark mit den Hochwild-Freigehege ist ein beliebtes Ausflugsziel.
- Das Altenpflegeheim Haus Karin hat in Mindergangelt seinen Standort.
- Der Ort hat Anschluss an das Radverkehrsnetz NRW.

## Sehenswürdigkeiten

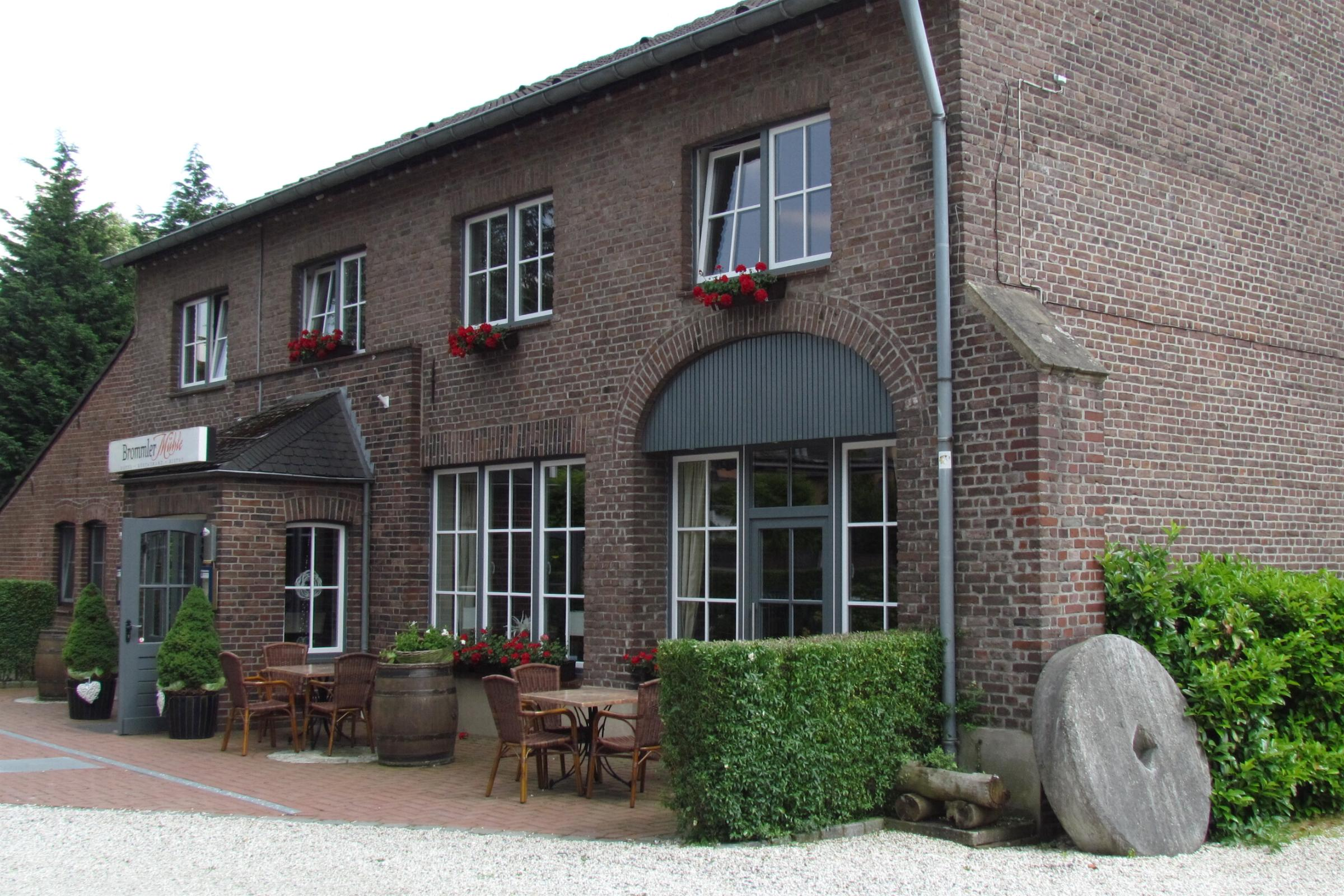
Brommler Mühle

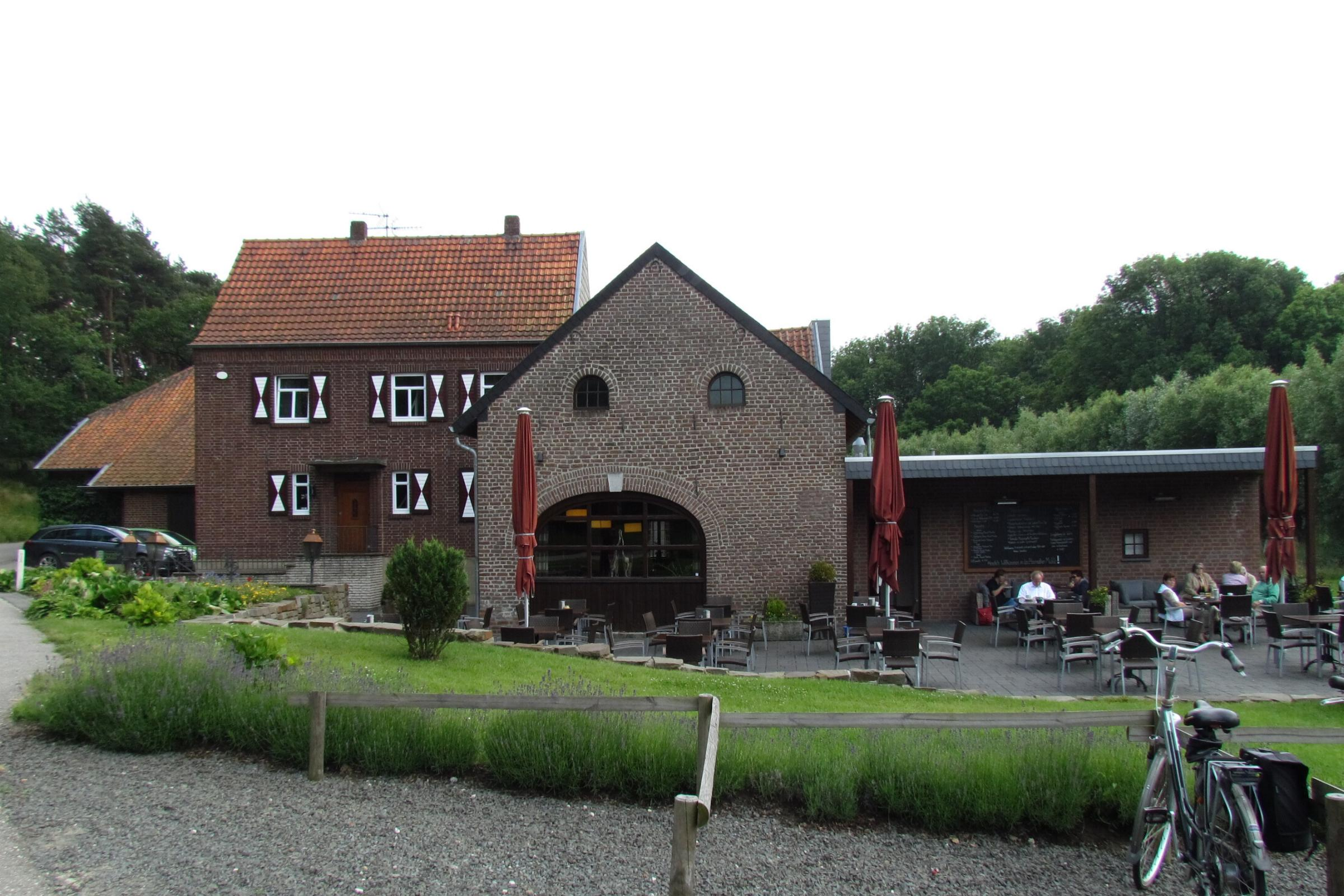
Etzenrather Mühle

- Am Rand vom Naturpark Roode Beek / Rodebach, nah bei Schinveld, das Besucherzentrum Roode Beek.
- Katholische Pfarrkirche St. Nikolaus als Denkmal Nr. 1
- Buntverglasung in der katholischen Pfarrkirche[9]
- Burgturm mit Burgareal, als Denkmal Nr. 15
- Bruchtor in der Bruchstraße, als Denkmal Nr. 61
- Heinsberger Tor in der Heinsberger Straße, als Denkmal Nr. 62
- Pulverturm und Stadtmauer am Schützengraben, als Denkmal Nr. 75
- Brommler Mühle als Hotel und Restaurant
- Etzenrather Mühle als Café und Restaurant

## Vereine
- Freiwillige Feuerwehr Gangelt, zuständig auch für Mindergangelt
- St. Johannis Schützen-Bruderschaft Gangelt e. V.
- Tambour- und Pfeifercorps Gangelt e. V.
- Musikverein St. Hubertus Gangelt e. V.
- Chorgemeinschaft Gangelt und Stahe e. V.
- Katholische Frauengemeinschaft Gangelt e. V.
- Tennisclub Gangelt e. V.
- Deutsche-Lebens-Rettungs-Gesellschaft-DLRG Gangelt
- Sozialverband VdK Deutschland Gangelt betreut Mindergangelt

## Verkehr

### Autobahnanbindung
| BAB | Streckenabschnitt        | Anschlussstelle | Entfernung |
| --- | ------------------------ | --------------- | ---------- |
| A46 | Heinsberg – Düsseldorf   | AS Heinsberg    | 10 km      |
| A44 | Aachen – Mönchengladbach | AS Aldenhoven   | 25 km      |
| A4  | Aachen – Köln            | AS Weisweiler   | 35 km      |

### Bahnanbindung
Ab Bahnhof Geilenkirchen (ca. 10 km Entfernung)
| Linie | Linienbezeichnung | Linienverlauf                              |
| ----- | ----------------- | ------------------------------------------ |
| RE 4  | Wupper-Express    | Aachen–Mönchengladbach–Düsseldorf–Dortmund |
| RB 33 | Rhein-Niers-Bahn  | Aachen–Mönchengladbach–Krefeld–Duisburg    |

### Busanbindung
Die AVV-Linie 423 der WestVerkehr verbindet Mindergangelt mit einzelnen Fahrten an Schultagen mit Gangelt und Breberen.
Zudem verkehrt der Multi-Bus seit dem 9. Juni 2024 kreisweit erweitert und zu einheitlichen Bedienzeiten. Mehr Informationen gibt es bei West-Verkehr.
| Linie | Verlauf |
| ----- | --- |
| 423   | (Stahe – Niederbusch) / (Kreuzrath – Birgden – Schierwaldenrath – Langbroich) – Birgden Schule oder Breberen Grundschule – (Schümm ←) Kievelberg – Hastenrath – Gangelt – Mindergangelt – Gangelt Bf – Vinteln – Langbroich |

## Straßennamen
- Am Wald
- Schinvelder Straße